# Кастер (округ, Айдахо)
Шаблон:StateAbbr_ 44°14′ пн. ш. 114°17′ зх. д. / 44.23° пн. ш. 114.29° зх. д.
Округ Кастер (англ. Custer County) — округ (графство) у штаті Айдахо, США. Ідентифікатор округу 16037.

## Історія
Округ утворений 1881 року.

## Демографія
За даними перепису
2000 року
загальне населення округу становило 4342 осіб, усе сільське.
Серед мешканців округу чоловіків було 2219, а жінок — 2123. В окрузі було 1770 домогосподарств, 1197 родин, які мешкали в 2983 будинках.
Середній розмір родини становив 2,96.
Віковий розподіл населення поданий у таблиці:
| Стать    | До 15 років | 15-21 | 22-29 | 30-39 | 40-49 | 50-65 | 65-85 | Понад 85 |
| -------- | ----------- | ----- | ----- | ----- | ----- | ----- | ----- | -------- |
| Чоловіки | 435         | 195   | 140   | 272   | 412   | 450   | 286   | 29       |
| Жінки    | 454         | 156   | 130   | 288   | 355   | 425   | 278   | 37       |

## Суміжні округи
- Лемгай — північ
- Б'ютт — схід
- Блейн — південь
- Елмор — південний захід
- Бойсі — південний захід
- Веллі — захід

## Виноски
1. ↑  (unspecified title) — Москва: ВИНИТИ РАН, 1964. — С. 40. — 235 с.
2. ↑  U.S. Decennial Census. United States Census Bureau. Архів оригіналу за 26 квітня 2015. Процитовано 28 червня 2014.
3. ↑  Historical Census Browser. University of Virginia Library. Архів оригіналу за 11 серпня 2012. Процитовано 28 червня 2014.
4. ↑  Population of Counties by Decennial Census: 1900 to 1990. United States Census Bureau. Архів оригіналу за 30 жовтня 2014. Процитовано 28 червня 2014.
5. ↑  Census 2000 PHC-T-4. Ranking Tables for Counties: 1990 and 2000 (PDF). United States Census Bureau. Архів оригіналу (PDF) за 18 грудня 2014. Процитовано 28 червня 2014.
6. ↑  State & County QuickFacts. United States Census Bureau. Архів оригіналу за 9 липня 2011. Процитовано 28 червня 2014.(англ.) Наведено за англійською вікіпедією.
7. ↑  American FactFinder. Бюро перепису населення США. Архів оригіналу за 29 липня 2011. Процитовано 31 січня 2008.

| США | Це незавершена стаття з географії США. Ви можете допомогти проєкту, виправивши або дописавши її. |